# تازة كند غل تشوان
تازة كند غل‌ تشوان هي قرية في مقاطعة مراغة، إيران. عدد سكان هذه القرية هو 81 في سنة 2006.